# La Chapelle-Monthodon
La Chapelle-Monthodon är en kommun i departementet Aisne i regionen Hauts-de-France i norra Frankrike. Kommunen ligger  i kantonen Condé-en-Brie som ligger i arrondissementet Château-Thierry. År 2018 hade La Chapelle-Monthodon 202 invånare.

## Befolkningsutveckling
Antalet invånare i kommunen La Chapelle-Monthodon
Referens: INSEE